# Uno (trò chơi bài)

Các lá bài Uno

Uno (/ˈuːnoʊ/; tiếng Ý và tiếng Tây Ban Nha: "một", cách điệu: UNO) là một trò chơi bài của Mỹ được chơi cùng với một bộ bài đặc biệt. Nguyên tắc chung của trò chơi được lấy từ trò chơi bài Crazy Eights. Trò chơi được Merle Robbins ở Reading, một vùng ngoại ô của Cincinnati, bang Ohio, Mỹ, phát triển vào năm 1971. Nó bắt đầu trở thành một nhãn hiệu của hãng Mattel từ năm 1992. Khi mọi người xung quanh bắt đầu quen và chơi Uno thường xuyên hơn, Robbins đã chi 8.000 đô-la Mỹ để sản xuất 5.000 bộ bài này. Ban đầu, Robbins bán bài ở tiệm cắt tóc của gia đình, sau đó, ông bắt đầu mở rộng ra địa phương. Robbins sau đó bán quyền sở hữu của bài UNO cho một nhóm bạn do Robert Tezak dẫn đầu, một chủ cửa tiệm dịch vụ tang lễ ở Joliet, Illinois với giá 50.000 đô-la Mỹ cộng thêm tiền bản quyền tác giả là 10 xu cho mỗi bộ bài. Tezak thành lập tập đoàn International Games, Inc., để bán UNO ra thị trường, với các văn phòng được đặt tại cửa tiệm của ông. Trò chơi được sản xuất bởi Lewis Saltzman của công ty in ấn Saltzman Printers ở Maywood, Illinois. Năm 1992, International Games trở thành một công ty con thuộc Mattel.

## Lối chơi
Có thể chơi cá nhân hoặc chơi theo cặp hai người, theo nhóm.

## Thời gian
Tùy vào chơi Uno điện tử trên máy tính, điện thoại di động hay chơi bằng bài giấy, thời gian chơi có thể dao động từ vài phút đến hơn một giờ.

### Số lượng người chơi
Lượng người tham gia trò chơi từ 2 - 10

## Luật chơi

### Mở màn
- Vòng chơi: Mặc định theo chiều kim đồng hồ, thứ tự đánh trước/sau do người chơi tự thỏa thuận, tuân theo chỗ ngồi. Theo luật chính thức, mỗi người rút một lá bài từ bộ bài, người có số cao nhất được làm người chia bài và người bên trái người này đánh đầu tiên.
- Chia bài: Xào bài và chia theo vòng chơi và thứ tự. Mỗi người được chia 7 lá bài để bắt đầu.
- Bắt đầu ván: Sau khi chọn được thứ tự, người đánh đầu tiên được quyền bốc một lá bất kỳ và cả bàn sẽ đánh theo lá đó. Nếu là lá có nền đen thì người đó được chọn màu tùy ý, trừ lá đổi màu cộng 4, được trả lại bộ bài và đổi sang lá khác.

Phần bài còn dư để giữa khu vực chơi để làm chồng bài bốc.

### Bắt đầu chơi
Mỗi lượt người chơi chỉ được đánh một lá bài. Người chơi đánh theo nguyên tắc "cùng số hoặc cùng màu", tức lá bài được đánh ra giống số/ký hiệu, giống màu hoặc lá bài đặc biệt có thể đổi màu.
Ví dụ với bàn chơi bốn người A, B, C và D. Thứ tự đánh bài từ A đến D.
Khi A đánh lá bài số 3 màu vàng:
- Nếu B đánh thì chỉ có thể đánh 1 trong các lá bài sau:
  - Lá bài màu vàng - số/ký hiệu tuỳ ý
  - Lá bài số 3 - màu tuỳ ý
  - Lá bài đặc biệt có chức năng đổi màu
- Nếu B không đánh thì phải bốc bài. Sau khi bốc, nếu:

1. Lá bài vừa bốc có thể đánh được thì được đánh.
2. Nếu lá bài vừa bốc không phù hợp hoặc B không muốn đánh thì lượt chơi sẽ bốc bao giờ được thì đánh và sang người kế tiếp.

Khi còn 2 lá bài trên tay và đến lượt đánh: trong khi đánh một lá bài xuống phải hô "UNO!" để thông báo cho cả bàn chơi. Nếu đánh xuống mà không hô UNO và bị đối phương bắt lỗi, người chơi phải bốc thêm 2 lá bài. Thời điểm hợp lệ để bắt lỗi không hô "UNO!" là sau khi lá bài chạm xấp bài bỏ cho tới khi người chơi kế tiếp bắt đầu đánh. Nếu chỉ còn 1 lá mà không hô "UNO!" mà không ai bắt lỗi thì sẽ không bị phạt bốc 2 lá.
Ví dụ: A còn hai lá bài, A đánh 1 lá xuống và không hô "UNO!", bị C phát hiện, A phải bốc thêm 2 lá. Lượt chơi không bị ảnh hưởng, B là người tiếp bài.
Người đánh hết bài trước là người chiến thắng ván chơi.
Nếu lá cuối cùng yêu cầu người chơi tiếp theo rút, người chơi tiếp theo vẫn phải rút.

### Cách tính điểm
Sau khi kết thúc một ván, những người chơi còn lại cộng tổng điểm các lá bài trên tay bản thân lại.
- Lá bài số: số trên lá bài.
- Lá bài đặc biệt có màu: 20 điểm.
- Lá bài đặc biệt nền đen: 50 điểm.

Tổng điểm của tất cả được cộng vào điểm của người chiến thắng. Tiếp tục chơi đến khi có người vượt qua mốc chiến thắng (thường là 500).

## Các lá bài
Một bộ bài Uno tiêu chuẩn có 108 lá bài hoặc 112.

### Lá bài số
Các lá bài này được chia ra 4 màu: đỏ, vàng, lục, lam; với mỗi tông màu, chúng lại được đánh số lớn dần từ 0 đến 9. Có 19 lá bài số trên mỗi màu. 

### Lá bài đặc biệt
Bên cạnh các lá bài số là những lá bài đặc biệt, bao gồm:
- Đổi lượt (Reverse): Đảo ngược vòng đánh bài của cuộc chơi. Khi khai cuộc người chia bài đi trước và ngược chiều kim đồng hồ. Khi chơi 2 người, lá này được sử dụng như lá Cấm.

- Cấm (Skip): Khiến đối phương mất lượt, chuyển lượt cho người tiếp theo. Khi khai cuộc thì người bên trái người lẽ ra phải bắt đầu sẽ đi trước.
- Cộng 2 (Draw 2): Khiến đối phương mất lượt và bốc thêm 2 lá, chuyển lượt cho người tiếp theo. Khi khai cuộc người đi đầu phải bốc 2 lá và chuyển lượt.
- Đổi màu (Wild): Đổi màu (1 trong 4 màu) của ván bài tùy ý người chơi, đối phương phải đánh bài theo màu vừa đổi. Khi khai cuộc thì người đi đầu chọn màu và đi trước.
- Đổi màu cộng 4 (Wild Draw 4): Tương tự như đổi màu và đối phương phải bốc 4 lá. Khi đánh, trước đó không được giữ trong tay bất cứ lá nào cùng màu lá được đánh trước đó. Người phải bốc bài có quyền bốc bài như bình thường hoặc xem bài của người đánh lá này (đây được gọi là luật Thách thức):

- Nếu đúng (có 1 lá trở lên cùng màu), người đánh phải bốc 4 lá thay cho người tiếp theo. Người chơi đó tiếp tục;
- Nếu sai, người này phải bốc 6 lá thay vì 4 (tức bốc kèm thêm 2 lá) Ví dụ:

Khi A đánh một lá bài màu vàng, sau đó B đánh lá Đổi màu cộng 4, C có thể bốc bài như bình thường hoặc xem bài của B:
- Nếu trong bài của B có một lá bài màu vàng, B phải bốc 4 lá thay C, C tiếp tục (B vẫn được chọn màu)
- Nếu trong bài của B không có bất kỳ lá bài màu vàng nào, C phải bốc 6 lá

## Một số luật khác

### Các luật được trò chơi cung cấp

#### Luật cộng dồn (stacking)
Để tránh việc bốc bài vì đối phương đánh các lá cộng, thì người chơi có thể đánh các lá bài cộng khác để dồn số lượng bài bị cộng sang người chơi tiếp theo
Ví dụ:
Khi A đánh lá Cộng 2 thì B có thể:
- Bốc 2 lá như thường
- Đánh một lá Cộng 2 khác và để C bốc 4 lá, lúc này C có thể:
  - Bốc 4 lá
  - Đánh một lá Cộng 2 khác và để D bốc 6

khi lá cuối cùng được đánh là Đổi màu cộng 4,  được phép sử dụng các lá bài Cộng để cộng dồn thì ngưòi chơi bốc và chơi tiếp

#### Luật đổi bài (0-7)
Các lá số thường không có tác dụng, nhưng nếu áp dụng luật này vào trong trò chơi thì các lá số 7 và số 0 (màu bất kì) sẽ có năng lực:
- Lá bài số 7: Người đánh được chọn bài của một người khác và cả 2 đổi bài cho nhau
- Lá bài số 0: Tất cả người chơi đổi bài cho nhau theo vòng đánh

Vi dụ:
Nếu A đánh Lá số 0 thì A sẽ đưa bài của mình cho B, B đưa cho C, C đưa cho D và D đưa cho A.

#### Luật bốc tiếp
Khi luật được áp dụng, mỗi khi một người chơi không có lá nào có thể sử dụng để đánh thì thay vì chỉ bốc một lá như thường thì phải bốc cho tới khi tìm được một lá đánh được.

### Các luật do người chơi tự chế
Các luật dưới đây là do người chơi tự chế và không có trên các trò chơi Uno trên máy tính

#### Luật đập bài
Khi áp dụng luật thì khi Lá số 6 được đánh xuống thì mọi người chơi phải đặt tay lên lá bài, người chơi chậm nhất sẽ phải bốc 2 lá.
Ví dụ:
A đánh Lá số 6
A, B và D đều đặt tay xuống lá.
C đặt tay xuống chậm nhất thì phải bốc 2 lá.

#### Luật nhảy vào
Khi một người chơi có lá bài tương đương (giống màu và ký tự) thì người chơi đó có thể "nhảy vào" (đánh lá đó) mặc dù chưa đến lượt của người chơi đó.
Ví dụ:
C đánh lá 9 xanh lá, tới lượt D nhưng A lại có lá 9 xanh lá tương đương với lá mới đánh. Lúc này A:
- Đánh lá 9 xanh lá trên tay xuống.
- Không đánh, tới lượt của B.

#### Luật được lấy cảm hứng từ các loại bài khác

##### Luật tứ quý
Khi một người chơi có 4 lá số giống nhau (đôi khi thì cũng có thể là bao nhiêu lá tuỳ thích), người chơi có thể đánh các lá đó ra. Tuy nhiên, lá bài ở dưới cùng phải cùng số hoặc cùng màu với lá bài trên cùng của sấp bài đánh